# Skatepark Parque de la Granja
El Skatepark Parque de La Granja es una instalación deportiva para skateboard, bmx y roller, ubicada en el Parque de La Granja (Santa Cruz de Tenerife, Canarias). Fue diseñado por el arquitecto español Daniel Yábar y construido entre 2016 y 2017.
El Skatepark se desarrolla en una parcela circular de 2500 metros cuadrados, con zonas de rampa y street. Los materiales empleados en su construcción (hormigones tintados, granito y basalto), así como la pérgola de madera que contiene, se integran en el paisaje de uno de los parques urbanos más grandes de Las Islas Canarias. Y para ello recrea ambientes desérticos, húmedos o sombreados.
Entre los obstáculos más característicos de este skatepark destacan los volcanes de hormigón tintado y las rocas basálticas, que ya existían en el propio parque y se reaprovecharon como elementos patinables.